# Лео Фітц
Леопольд «Лео» Джеймс Фітц (англ. Leopold «Leo» James Fitz) — вигаданий персонаж з американського телесеріалу «Агенти Щ.И.Т.», що належить до кіновсесвіту Marvel. Створений Джоссем Відоном, Джедом Відоном і Маорісою Танчарон, персонаж дебютував у пілотному епізоді серіалу в 2013 році. Роль виконав шотландський актор Ієн де Кестекер. У 2015 році герой також уперше з'явився у коміксах Marvel.
У серіалі Фітц є одним з провідних наукових розумів організації Щ.И.Т.. Його наукові знання є величезними, як інженер і винахідник він розробив безліч пристроїв і пристосувань для Щ.И.Т.. Багато сюжетних ліній з ним стосуються його відносин зі своїм найкращим другом, а пізніше і дружиною, Джеммою Сіммонс. Протягом всіх своїх появ Фітц переживає фізичні і психологічні травми, демонструючи більш темний і жорстокий бік свого героя.

## Вигадана біографія
Леопольд Фітц народився у Шотландії і ріс без батька. В юності він навчався в академії Щ.И.Т., де познайомився зі своєю колегою-агентом і біохіміком Джеммою Сіммонс. Обоє були наймолодшими випускниками відділу науки й технологій. Отож після битви за Нью-Йорк у фільмі «Месники» високопоставлений агент Філ Колсон збирає власну команду, куди у ролі фахівця інженерії і зброє-техніки потрапляє Фітц. Ближче до кінця першого сезону Грант Ворд, зрадник організації, що працював на Гідру, замикає Фітца і Сіммонс у медичній капсулі і викидає їх у відкритий Атлантичний океан. На дні Лео розповідає Джеммі про свої почуття до неї, перш ніж, ризикуючи власним життям, доставляє її на поверхню води. Звідти їх рятує Нік Ф'юрі, проте внаслідок недостачі кисню Леопольд пошкоджує скроневу частину мозку.
У другому сезоні він реабілітується від даної травми, подружившись з механіком Альфонсом «Маком» МакКензі, що дає йому прізвисько Турбо. До завершення сезону Лео повертається до ролі повноцінного агента, винайшовши обладнання для боротьби з ворожими нелюдами і досліджуючи з Сіммонс їхню генетику. У фіналі Фітц домовляється з Джеммою про побачення, проте її поглинає древня зброя прибульців раси крі, названа Монолітом та отримана Щ.И.Т. від військ Гідри, зокрема Ворда.
У третьому сезоні показано, як Фітц досліджує Моноліт і знаходить давньоєврейський сувій, у якому артефакт називають «смертю» (дав-євр. מות). Невідомо для нього Джемма залишилась живою на покинутій іншій планеті. Пізніше Лео розуміє, що Моноліт є порталом і за допомоги асґардійця Елліота Рендольфа і сейсмічних сил Дейзі Джонсон (у минулому відомої як Скай) зможе проникнути на той бік порталу. Йому це вдається і він рятує Сіммонс, опісля чого Дейзі знищує Моноліт. У наступних епізодах пара вивчає минуле Гідри і виявляє, що з прадавніх часів організація підкоряється першому створеному нелюдові Альвіусу, який знаходився за Монолітом. Їхні відносини розвиваються.
У четвертому сезоні Фітц співпрацює зі союзником Щ.И.Т. ученим Холденом Редкліффом над створенням андроїда АІДА, приховуючи цей факт від Сіммонс. Коли через махінації АІДИ, свідомість Лео потрапляє у Конструкцію (віртуальну реальності, створену Редкліффом), він стає одним з головнокомандувачів Гідри, безжалісним і жорстоким Доктором. Також він має стосунки з Офелією / Мадам Гідрою, версією АІДИ у Конструкції. Після того, як він будує для андроїда машину, щоб та стала справжньою людиною, то вибирається з комп'ютерної симуляції, проте травмує свою психіку через перебування буквально іншою людиною там. Незабаром АІДА дізнається, що насправді Фітц не кохає її, тому планує мстити йому. Врешті-решт команді вдається перемогти машину, насамперед залучившись допомогою Примарного гонщика. Нарешті мирно зібравшись разом усі, окрім Лео зникають.
У п'ятому сезоні виявляється, що героїв викрали і перемістили у майбутнє, де Земля була розтрощена на шматки, а вцілілі люди живуть на космічній станції під контролем заможних кріанців. Фітца запроторюють до в'язниці, підозрюючи, що він відповідальний за зникнення своїх друзів. Через півроку його визволяє Ленс Хантер, який видав себе за адвоката. Разом вони знаходять Інока, іншопланетного хронікома, який доставляє їх у таємний бункер і розповідає, що Лео залишився у нашому часі, аби врятувати інших. Фітца поміщають у стазис-камеру на борту корабля Інока з ціллю перечекати наступні 74 роки, щоб добратися до команди. У 2091 році персонажі, використавши Моноліт часу і енергію кібернетичного тіла Інока повертаються в сьогодення. Внаслідок вибуху трьох Монолітів на нижніх рівнях бази Щ.И.Т. виникають просторові аномалії, в одній з яких, що є лісовою галявиною Фітц і Джемма провели весілля. Численні стресові фактори сприяють розвитку особистості Доктора у свідомості Лео, що згубно впливає на нього. Під час фінальної битви з Гравітоном, Гленном Телботом, що поглинув гравітоній, Леопольд зазнає смертельної рани від обвалу будівлі, коли його знайшли Мак і Мелінда Мей. Сіммонс збирається вирушити на пошуки теперішньої версії Фітца, що знаходиться у стазисі в космосі.
У шостому сезоні поки Дейзі й Джемма ведуть пошуки Лео, Інок передчасно пробуджує його, рятуючи від ворожої атаки. Вони потрапляють на планету Кітсон, де ненадовго об'єднуються з Сіммонс, перш ніж хроніком-мисливець Малачі не викрадає Фітца. Задля його безпеки Джемма здається хронікомам, зокрема Атарі, колишньому начальникові Інока. Прибульці замикають пару всередині їх свідомостей, щоб змусити їх зрозуміти логіку подорожей у часі і винайти механізм для їх здійснення. Зрештою їх рятує Інок і на кораблі Айзел вони направляються в бік Землі. Айзел вважає, що вони влаштували змову проти неї, тому наказує своїм найманцями вбити їх. Сюди прибувають агенти Щ.И.Т., на чолі з Маком, що рятують Фітц і Сіммонс. Поки Щ.И.Т. зупиняє Айзел і Пачакутіка, пару рятує Інок, що знає як здійснити часові подорожі. Раптово сюди прилітає Сіммонс на Зефірі-1 із майбутнього, врятувавши усіх агентів і створивши досконалу ЖМЛ Філа Колсона, щоб допомогти побороти хронікомів-мисливців.
У сьомому сезоні команда головних героїв подорожує в часі, щоб зберегти планету від нападу хронікомів, натомість місцерозташування Фітца залишається невідомим до десятого епізоду. Виявляється, що поки вони знаходилися в альтернативній часовій лінії, Лео ретельно будував план знищення прибульців, підлаштовуючи події для його здійснення, маючи артефакт, названий Потік часу. Джемма мала спеціальний імплант, що блокував спогади про стан Фітца, а після його розчинення хронікомами, вона, використовуючи об'єкти протоколу 0-8-4 численних агентів Щ.И.Т., зібрала пристрій, що доставив Лео до цієї часової лінії. Далі він розробляє ще один план повернення своїх друзів і ворожих іншопланетних кораблів до початкової лінії часу, якого успішно досягає. Команді вдається перемогти хронікомів, а Сіммонс і Фітц об'єднуються зі своєю дочкою Алією, що народилася, поки вони розробляли машину часу і досліджували Потік часу. Через рік показується, що пара виховує дитину, покинувши Щ.И.Т..

## Створення
Ієн де Кестекер був обраний на роль Лео Фітца у листопаді 2012 року. Після травми, яку персонаж зазнає наприкінці першого сезону, серіал мав справу з демонстрацією наслідків травми мозку, як де Кестекер пояснив: «З моменту, коли я навіть про це знав, сценаристи мали ідею, і вони зробили багато досліджень в цьому з лікарями. Коли я дізнався про це, я зробив своє власне дослідження і співпрацював у цьому разом [з ними]. Це просто щось, що ніколи не слід дорікати. Це для багатьох людей справжня і серйозна справа, мозкова травма, тому нам просто треба постійно бути поважними до цього. Ми говоримо про це постійно». Дизайнер костюмів Енн Фолі при створенні образу героя прагнула, щоб костюм відображав характер Лео, уникаючи багатьох кліше і працюючи над традиційним стилем. Також були використані класичні деталі, на кшталт пейслі, шкіряних налокітників, поєднані з різноманітними пледами. ФІтц — шотландець.
Незважаючи на те, що де Кестекер був заявлений у головному акторському складі сьомого сезону, його персонаж не з'являвся у перших десяти епізодах, тому що з початком зйомок сезону актор був задіяний в іншому проекті. Фітц уперше фігурував у флешбеці серії «Повністю новий день», тому Ієн був вказаний у титрах як запрошена зірка.

## Характеристика
Де Кестекер, описуючи персонажа, сказав, що «Фітц має такий кумедний характер. Він досить закоханий у те, що робить. Тому ті моменти, де — я не думаю, що він є тим, хто дійсно дуже швидко реагує на емоції; він насправді не розуміє стільки емоцій». Лео багато взаємодіє із Сіммонс у серіалі, де Кестекер говорить про це наступне: «Мій персонаж, він інженер, тому він знається на комп'ютерному та технічному боці всього на світі. Його споживають у цьому світі і він дуже тісно співпрацює з Сіммонс, яка є біохіміком. У них є така дивна хімія разом і вони просто дивним способом підходять один одному». Щодо мінливої динаміки, яка виникає з часом між Фітцом та Джеммою, де Кестекер сказав: «Я вважаю те, що сталося з початку другого сезону до середини сезону [пояснюється тим, що] вони стали набагато сильнішими як особистості, я думаю. Але на мою думку, що вони все ще дбають про це і вони потребують один одного дуже багато, і вони також краще працюють, коли разом. Але я думаю, що є багато речей, які все ще були недоречними і, сподіваємось, вийдуть певні протистояння, які все ще киплять». Герой також розвиває тісну дружбу з Альфонсо «Маком» Маккензі, відколи останній приєднується до основного складу акторів у другому сезоні.

## Сприйняття
Переглядаючи епізод «0-8-4» першого сезону, Ерік Голдман з IGN відгукнувся про недостатнє розкриття більшості головних героїв, зокрема Фітца і Сіммонс, аналогічне до пілотного епізоду. Однак він був більш позитивним під час перегляду «FZZT», похваливши його за те, що нарешті обом персонажам дали «так потрібний» розвиток. Ієн де Кестекер був названий «Виконавцем тижня» за версією TVLine 27 вересня 2015 року за його роль у «Законах природи» третього сезону, зокрема фінальній сцені.

## Інші появи

### Комікси
Лео Фітц як персонаж всесвіту коміксів Marvel дебютував у S.H.I.E.L.D. vol. 3 #1 (лютий 2005) за авторством письменника Марка Вейда і художника Карлоса Пачеко. Він приєднується до команди агента Колсона, зібраної для відвоювання Меча Уру, стародавнього артефакту, що належав Геймдалльові. Він, разом з Віжном, допомагає Геймдаллю побороти іншопланетний камінь, який володів його розумом. Пізніше Фітц доставляє камінь Джеммі Сіммонс з метою дослідження його природи.
Під час наступної своєї появи Леопольд захищає Віккана від людини, що мала спеціальні кулі, здатні побороти магів. За допомоги Багряної відьми персонажі відправляються до Антарктиди з намірами знайти джерело набоїв, де і знешкоджують їх виробників. Проте Дормамму заволодів свідомістю Фітца і розстріляв Багряну відьму. Після поразки лиходія, Лео приходить до тями.
Він співпрацює з Колсоном у здійсненні його плану роздобути квантовий движок, що знаходиться у агентів Гідри. Після цього Марія Гілл почала підозрювати, що серед них є зрадник і найняла Електру, аби та вичислила його. Оскільки Колсон відсутній, немає кому захистити Фітца і він вимушений тікати, коли Електра обвинуватила його. Він зустрічається з Колсоном, якого Електра повернула в Щ.И.Т., і тікає, разом з Тремтінням. Пізніше вони виявляють зрадника в особі Генерала департаменту оборони Страковського і їх відновлюють як агентів організації.
- Перелік номерів за його участю [Архівовано 29 липня 2016 у Wayback Machine.] на Comic Vine.

### Вебсеріали
- Персонаж з'явився у вебсеріалі «Агенти Щ.И.Т.: Йо-Йо» з шести кількахвилинних частин. Роль повторив Ієн де Кестекер.[56]

### Мультсеріали
- Ієн де Кестекер озвучив свого героя у епізоді «Ящери» четвертого сезону мультсеріалу «Досконала Людина-павук» (2016).[57][58]

### Відеоігри
- Фітц є іграбельним персонажем у DLC для Lego Marvel's Avengers (2016), приуроченого до фіналу другого сезону «Агентів Щ.И.Т.».[59]